# Persone di cognome Baldi
| Questa pagina contiene informazioni ricavate automaticamente dalle voci biografiche con l'ausilio del template Bio e di un bot. L'aggiornamento è periodico e automatico e ricostruisce completamente la pagina. Se manca una persona in questa lista, sei pregato di non aggiungerla, ma accertati piuttosto che la sua voce biografica contenga il template Bio e che i dati anagrafici siano correttamente compilati. Se il template Bio manca, inseriscilo tu stesso o, in alternativa, metti l'avviso {{tmp\|Bio}} che ne segnala la mancanza. Se i dati riportati sono sbagliati, correggi direttamente la voce biografica; le modifiche saranno visibili in questa lista entro pochi giorni. Per chiarimenti vedi il progetto biografie. La lista contiene solo le 45 persone che sono citate nell'enciclopedia e per le quali è stato implementato correttamente il template Bio. Pagina aggiornata al 3 nov 2022. |

Questa è una lista di persone presenti nell'enciclopedia che hanno il cognome Baldi, suddivise per attività principale.

## Allenatori di calcio
- Gastone Baldi, allenatore di calcio e calciatore italiano (Bologna, n.1901 - Bologna, † 1971)
- Michele Baldi, allenatore di calcio e ex calciatore italiano (Bentivoglio, n.1972)

## Arbitri di calcio
- Giorgio Baldi, arbitro di calcio italiano (Avezzano, n.1946)

## Architetti
- Massimo Baldi, architetto italiano (Pistoia, n.1927 - Firenze, † 1986)

## Attori
- Gianguido Baldi, attore italiano (Roma, n.1966)

## Aviatori
- Loris Baldi, aviatore e militare italiano (Quarrata, n.1919 - Quarrata, † 2015)

## Avvocati
- Giovanni Giuseppe Baldi, avvocato e politico italiano (Galliate, n.1896)

## Calciatori
- Aldo Baldi, calciatore e allenatore di calcio italiano (Pistoia, n.1906 - † 1994)
- Deo Baldi, calciatore italiano (Trieste, n.1911)
- Fioravante Baldi, calciatore e allenatore di calcio italiano (Basilea, n.1913 - † 1976)
- Giuseppe Baldi, calciatore italiano (Zurigo, n.1905 - Reggio Emilia, † 1945)
- Luigi Baldi, calciatore italiano (n.1894)
- Mario Baldi, calciatore italiano (Livorno, n.1903 - Livorno, † 1987)
- Rachele Baldi, calciatrice italiana (Prato, n.1994)
- Sara Baldi, calciatrice italiana (Bergamo, n.2000)
- Silvia Baldi, ex calciatrice e giocatrice di calcio a 5 italiana (Pistoia, n.1984)

## Cantanti
- Antonio Baldi, cantante italiano
- Gino Baldi, cantante italiano (San Francisco, n.1922 - Bogotà, † 2010)
- Mario Pasqualillo, cantante italiano (Napoli, n.1892 - Napoli, † 1973)

## Cantanti lirici
- Albertina Baldi, cantante lirica italiana (Rovigo, n.1889 - Milano, † 1964)

## Cantautori
- Aleandro Baldi, cantautore italiano (Greve in Chianti, n.1959)

## Cestisti
- Marco Baldi, ex cestista e dirigente sportivo italiano (Aosta, n.1966)

## Critici letterari
- Guido Baldi, critico letterario italiano (Torino, n.1942)

## Diplomatici
- Stefano Baldi, diplomatico, scrittore e ambasciatore italiano (Città della Pieve, n.1961)

## Fantini
- Odoardo Baldi, fantino e driver italiano (Pistoia, n.1921 - Roma, † 2014)

## Giornalisti
- Dario Baldi, giornalista italiano (Cremona, n.1927)

## Letterati
- Camillo Baldi, letterato italiano (Bologna, n.1547 - † 1634)

## Limnologi
- Edgardo Baldi, limnologo italiano (Milano, n.1899 - † 1951)

## Matematici
- Bernardino Baldi, matematico e poeta italiano (Urbino, n.1553 - Urbino, † 1617)

## Medici
- Dario Baldi, medico, docente e politico italiano (Massa Marittima, n.1857 - San Piero in Bagno, † 1933)

## Militari
- Andrea Baldi, militare italiano (Roma, n.1895 - Monte Dunun, † 1936)

## Pallavolisti
- Gloria Baldi, pallavolista italiana (Brescia, n.1993)

## Piloti automobilistici
- Mauro Baldi, ex pilota automobilistico italiano (Reggio Emilia, n.1954)

## Pittori
- Antonio Baldi, pittore e incisore italiano (Cava de' Tirreni, n.1692 - Fiesole)
- Giovanni Battista Baldi, pittore italiano (Castelnuovo del Garda, n.1837 - Bologna, † 1920)
- Lazzaro Baldi, pittore italiano (Pistoia - Roma, † 1703)

## Politici
- Carlo Baldi, politico italiano (Camerana, n.1926 - Cuneo, † 2016)
- Monica Stefania Baldi, politica italiana (Pistoia, n.1959)

## Registi
- Dario Baldi, regista e sceneggiatore italiano (Roma, n.1976)
- Ferdinando Baldi, regista e sceneggiatore italiano (Cava de' Tirreni, n.1927 - Roma, † 2007)
- Gian Vittorio Baldi, regista, produttore cinematografico e sceneggiatore italiano (Lugo, n.1930 - Faenza, † 2015)
- Marcello Baldi, regista e sceneggiatore italiano (Telve, n.1923 - Roma, † 2008)

## Schermidori
- Baldo Baldi, schermidore italiano (Livorno, n.1888 - Livorno, † 1961)

## Tennisti
- Filippo Baldi, tennista italiano (Milano, n.1996)

## Tiratori a volo
- Ubaldesco Baldi, tiratore a volo italiano (Serravalle Pistoiese, n.1944 - Prato, † 1991)